# Тернопільська районна рада
Тернопільська районна рада — орган місцевого самоврядування у Тернопільському районі Тернопільської області з центром у місті Тернопіль.
Населення — 67077 осіб.
Площа — 749 км².

## Голови
- Роман Решетуха (1992—1994)
- Василь Коломийчук (1994—1998)
- Василь Дідух (1998—2002, 2002—2006, 2006—2010, 2010—2015)
- Андрій Галайко (1 грудня 2015—2020)
- Віктор Козорог (з 10 грудня 2020[2])

## Депутати

### VI скликання
Депутати VI скликання обрані на місцевих виборах 31 жовтня 2010 року.
1. Березовський Юрій Романович
2. Білик Мирослав Степанович
3. Бобрівець Володимир Леонідович
4. Богун Володимир Ігорович
5. Бойко Роман Богданович
6. Болєщук Петро Михайлович
7. Бородай Степан Дмитрович
8. Бріль Оксана Омельянівна
9. Вардинець Святослав Ігорович
10. Войтович Ігор Романович
11. Галайко Андрій Васильович
12. Гарбович Леокадія Йосипівна
13. Гасилін Олександр Миколайович
14. Голик Богдан Євгенович
15. Гриник Ігор Богданович
16. Дев'ятков Володимир Петрович
17. Дідух Василь Степанович
18. Дорош Марія Михайлівна
19. Дурович Микола Федорович
20. Злонкевич Андрій Ярославович
21. Карпишин Микола Михайлович
22. Клепач Олег Євгенович
23. Коваль Марія Петрівна
24. Козловський Володимир Михайлович
25. Колісник Ярослав Кирилович
26. Коломийчук Василь Степанович
27. Коробов Дмитро Олександрович
28. Коруна Олександр Богданович
29. Костик Антон Михайлович
30. Костик Микола Степанович
31. Кость Оксана Миколаївна
32. Крисак Іван Богданович
33. Крупніцький Володимир Григорович
34. Кулик Людмила Василівна
35. Кулик Степан Михайлович
36. Куфель Петро Йосипович
37. Левчук Катерина Іванівна
38. Лихий Богдан Петрович
39. Ліский Юрій Васильович
40. Лісовський Володимир Романович
41. Лупиніс Василь Богданович
42. Майкович Петро Миколайович
43. Макух Андрій Михайлович
44. Макух Ганна Миколаївна
45. Малецький Юрій Богданович
46. Мартинюк Ореста Романівна
47. Мдінарадзе Автанділ Мамійович
48. Михайлюк Юрій Євстахович
49. Михальчишин Микола Степанович
50. Мокрицький Володимир Євгенович
51. Мужевич Володимир Ярославович
52. Наконечний Роман Іванович
53. Недошитко Степан Михайлович
54. Ништа Юрій Михайлович
55. Протасевич Михайло Петрович
56. Рудакевич Роман Іванович
57. Сампара Іван Петрович
58. Саржевська Неля Анатоліївна
59. Свербивус Віктор Володимирович
60. Сисак Роман Орестович
61. Скубіш Олег Володимирович
62. Смалюк Петро Васильович
63. Станіславчик Наталія Олександрівна
64. Сторожко Ігор Іванович
65. Стукало Петро Олегович
66. Твардовський Роман Мирославович
67. Тищук Надія Романівна
68. Трачук Тетяна Богданівна
69. Трусь Віталій Йосипович
70. Уніят Марія Мирославівна
71. Федорів Максим Олександрович
72. Чайківський Іван Адамович
73. Чудик Арсен Ігорович
74. Шараварник Юрій Романович
75. Шершун Роман Петрович
76. Шпитковський Володимир Антонович
77. Щепановський Віктор Васильович
78. Щур Віктор Михайлович
79. Янкевич Наталія Володимирівна
80. Ящик Богдан Григорович

### VII скликання
1. Бородай Степан Дмитрович
2. Блащак Дарія Павлівна
3. Бучинський Анатолій Євгенійович
4. Галайко Андрій Васильович
5. Гасілін Олександр Миколайович
6. Грабас Дмитро Йосипович
7. Грицишин Євген Євгенович
8. Дзудзило Володимир Миколайович
9. Дзюбак Назар Олегович
10. Дідик Андрій Арсенович
11. Дурович Микола Федорович
12. Злонкевич Андрій Ярославович
13. Зюбровська Надія Яківна
14. Сивак Роман Богданович
15. Костик Володимир Петрович
16. Крупа Ірина Володимирівна
17. Крупніцький Володимир Григорович
18. Кузь Андрій Миронович
19. Литвин Петро Петрович
20. Лотоцька Марія Василівна
21. Малецький Юрій Богданович
22. Мигдаль Ігор Павлович
23. Михальчишин Микола Степанович
24. Мокрицький Володимир Євгенович
25. Озерянський Андрій Ярославович
26. Олійник Ігор Ярославович
27. Періг Володимир Михайлович
28. Решетуха Ярослав Дмитрович
29. Свербивус Віктор Володимирович
30. Тарасенко Руслан Михайлович
31. Федуник Юрій Володимирович
32. Хомко Ігор Ярославович
33. Чудик Арсен Ігорович
34. Шершун Роман Петрович
35. Шуліга Олександра Богданівна
36. Ящик Богдан Григорович